# Miroslav Koníček
Miroslav Koníček (* 18. April 1936 in Prag) ist ein ehemaliger tschechoslowakischer Steuermann im Rudern, der zwei olympische Medaillen gewann. 

## Sportliche Karriere
Bei den Ruder-Europameisterschaften 1959 siegte der deutsche Achter vor dem Boot aus der Tschechoslowakei und dem sowjetischen Achter. Im Jahr darauf gewann das deutsche Boot bei den Olympischen Spielen 1960 in Rom, hinter den Kanadiern gewann der tschechoslowakische Achter in der Besetzung Bohumil Janoušek, Jan Švéda, Jiří Lundák, Václav Pavkovič, Jan Jindra, Luděk Pojezný, Josef Věntus, Stanislav Lusk und Steuermann Miroslav Koníček die Bronzemedaille. Ebenfalls die Bronzemedaille gewann der tschechoslowakische Achter bei den Ruder-Europameisterschaften 1963 hinter den Booten aus Deutschland und der Sowjetunion. Bei den Olympischen Spielen 1964 in Tokio gewann der tschechoslowakische Achter mit Petr Čermák, Jiří Lundák, Jan Mrvík, Július Toček, Josef Věntus, Luděk Pojezný, Bohumil Janoušek, Richard Nový und Steuermann Miroslav Koníček die Bronzemedaille hinter dem US-Achter und dem Deutschland-Achter.